# حزام نبعة
حزام نبعة هو ملاكم قطري وُلد في 2 يناير 1981 شارك في دورة الألعاب الآسيوية 2006 و2010 و2014 وفاز بميدالية برونزية في عام 2006 عندما تغلب على الملاكم الكوري سونغ هاك ‏ 15-29، في دورة الألعاب الآسيوية الخامسة عشرة بعد أن تغلب على الملاكم الباكستاني محمد خان.
في بطولة قطر المفتوحة للملاكمة التي أُقيمت في يوم 28 مايو عام 2014م في الدوحة حاز حزام نبعة على ميداليتين ذهبية وفضية.

## الميداليات
| الميدالية | المسابقة                   |
| --------- | -------------------------- |
| برونزية   | دورة الألعاب الآسيوية 2006 |